# Alfred Kaden (Forstbeamter)
Alfred Kaden (* 11. April 1925 in Kühnhaide; † 22. Juli 2015 in Marienberg) war ein deutscher Forstmeister und Autor sowie Natur- und Heimatschützer im sächsischen Erzgebirge.

## Leben
Der Sohn eines Fuhrunternehmers absolvierte nach dem Schulbesuch in Kühnhaide eine Forstlehre im Forstamt Pöhla und wurde 1944 zum Kriegsdienst eingezogen. Als Angehöriger der Luftwaffe geriet er in Norwegen in Gefangenschaft. Nach seiner Rückkehr setzte er die Forstausbildung in Schwarzburg fort. Sein Studium an der Sektion Forstwissenschaft der TU Dresden schloss er 1962 als Diplom-Forstingenieur ab und war danach einige Jahre als Revierförster in Plauen und Flöha tätig.
1965 wurde er Leiter des Staatlichen Forstwirtschaftsbetriebes Marienberg, wodurch er wieder in seine Geburtsheimat zurückkehrte, mit der er zeit seines Lebens sehr eng verbunden blieb. Zuletzt leitete er die Oberförsterei Marienberg und trat als Forstmeister in den Ruhestand.
Neben seiner beruflichen Tätigkeit in dem am stärksten durch Industrieabgase geschädigten Forstbetrieb der DDR war er als Natur- und Heimatschützer aktiv. Er wurde 1979 in den Beirat der Redaktion der neubegründeten Erzgebirgischen Heimatblätter berufen, nachdem er bereits seit den 1960er Jahren für die Marienberger Zeitschrift der Kreisleitung des Kulturbundes der DDR, Unsere Heimat, Artikel geschrieben hatte und Redaktionsmitglied war. Er bereicherte über fünf Jahrzehnte Regionalzeitschriften mit Fachbeiträgen über forst- und naturkundlichen Themen sowie zur Jagd und deren Umfeld. Außerdem wirkte er an den Bänden 41 und 43 der Reihe Werte der deutschen Heimat mit und schrieb für die Sächsischen Heimatblätter.
Er lebte zuletzt in einem früheren Waldwärterhaus im Marienberger Ortsteil Kühnhaide, wo er 2015 im Alter von 90 Jahren verstarb.

## Werke (Auswahl)
- Geschichte der Köhlerei, in: Unsere Heimat. Marienberg 1966, H. 8, S. 6–9
- Bergbau und Wald, in: Erzgebirge 1983 – Ein Jahrbuch für sozialistische Heimatgeschichte und Heimatkunde, 1982.
- Merkblatt zur Produktion der Marienberger Pflanzenpakete, Marienberg 1988.
- Rauchschäden im Erzgebirge, in: Sächsische Heimatblätter, 2001, S. 2–15 und 77–92.